# El Río (Villamarín)
El Río (llamada oficialmente San Salvador do Río) es una parroquia y un lugar del municipio español de Villamarín, en la provincia de Orense, Galicia.

## Toponimia
La parroquia también es conocida por los nombres de San Salvador de El Río y San Salvador de Río.

## Organización territorial
La parroquia está formada por diez entidades de población:

### Entidades de población
Entidades de población que forman parte de la parroquia:
- A Chouzana
- Barbantes
- Cibrán
- Estrumil
- O Fontao
- Regueiros
- Río (O Río)
- San Martiño
- Sestelos

### Despoblado
Despoblado que forma parte de la parroquia:
- A Baiuca

## Demografía

### Parroquia
| Gráfica de evolución demográfica de El Río (parroquia) entre 2000 y 2023 |
|                                                                          |
| Datos según el nomenclátor publicado por el INE.                         |

### Lugar
| Gráfica de evolución demográfica de Río (lugar) entre 2000 y 2023 |
|                                                                   |
| Datos según el nomenclátor publicado por el INE.                  |